# Zápy
Zápy (en allemand : Saap) est un bourg (městys) du district de Prague-Est, dans la région de Bohême-Centrale, en République tchèque. Sa population s'éleve à 876 habitants en 2020.

## Géographie
Zápy se trouve à 2.7 km au sud-sud-est de Brandýs nad Labem-Stará Boleslav et à 20 km au nord-est de Prague.
La commune est limitée par Brandýs nad Labem-Stará Boleslav au nord, par Nový Vestec et Lázně Toušeň à l'est, par Zeleneč au sud, et par Svémyslice et Dřevčice à l'ouest.

## Histoire
La première mention écrite de la localité date de 1052.

## Transports
Par la route, Zápy se trouve à 3.2 km de Brandýs nad Labem-Stará Boleslav et à 25 km du centre de Prague.